# Río Mampodre
El río Mampodre es un río del norte de España que discurre por la zona centrooriental del Principado de Asturias. Es un afluente por la derecha del río Piloña, a su vez el principal afluente del río Sella.

## Curso
El Mampodre nace a unos 500 metros de altitud en Llerandi, el concejo de Parres, y confluye con el río Piloña cerca de Ozanes, también en el concejo de Parres, tras un recorrido de unos 7 km. Atraviesa las poblaciones de Llerandi, Tospe, Lago, Granda, Romillo y Ozanes.